# Benzimidazolonpigmente

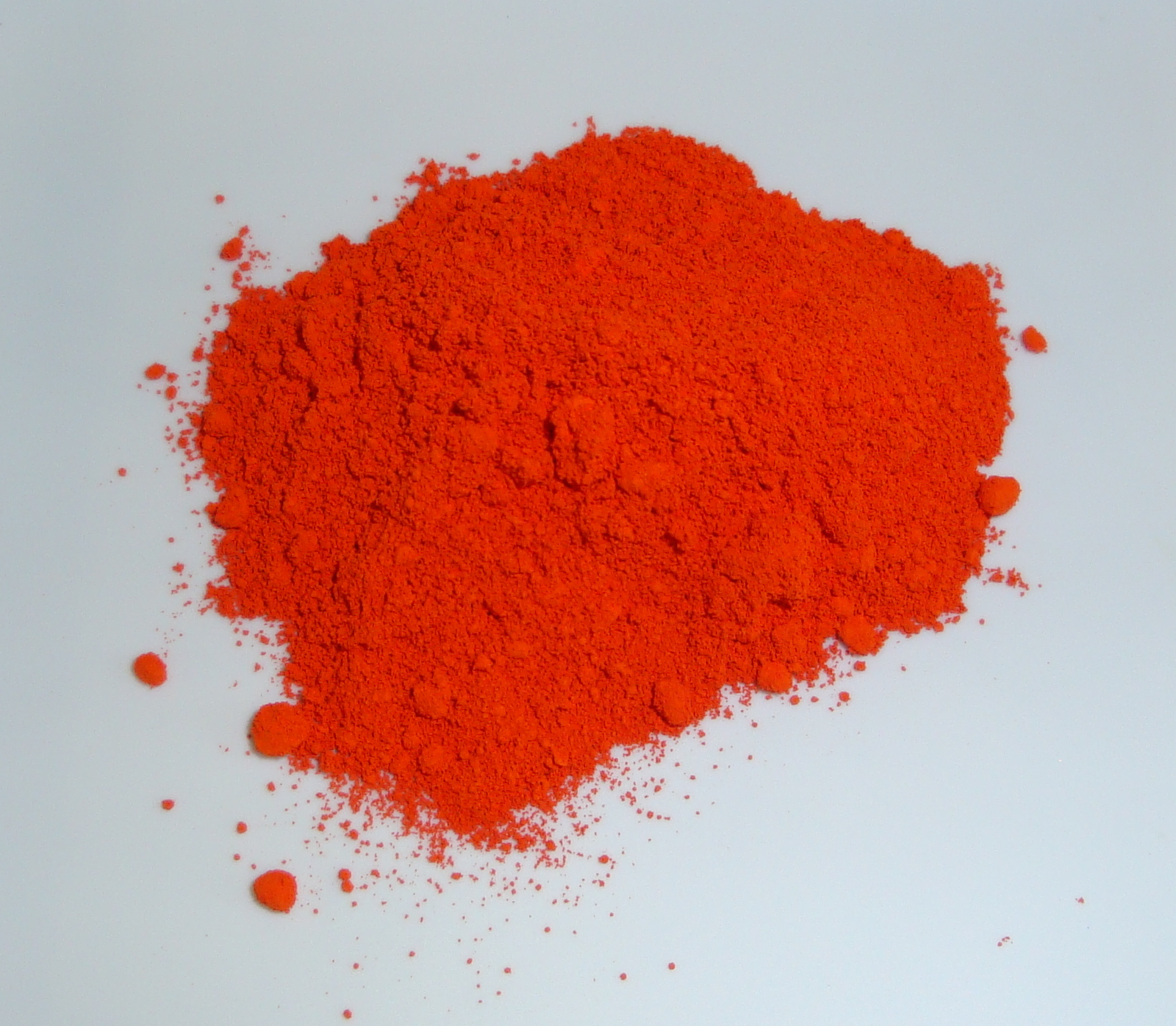
C.I. Pigment Orange 36

Benzimidazolonazopigmente oder kurz Benzimidazolonpigmente sind Azopigmente, die nach der in der Kupplungskomponente enthaltenen Benzimidazolongruppe benannt sind und außergewöhnlich farbecht sind. Benzimidazolone wurden von Hoechst entwickelt und hergestellt sowie im Jahr 1960 patentiert. Als Pigment wurden sie erstmals in den späten 1970er Jahren verwendet. Sie sind relativ teuer, gehören jedoch zu den langlebigsten organischen Pigmenten.

## Gewinnung und Darstellung
Benzimidazolonpigmente werden wie andere Azopigmente durch Kupplung diazotierter aromatischer Amine auf eine Kupplungskomponente hergestellt, wobei die Kupplungskomponente die Benzimidazolongruppierung enthält. Nach der resultierenden Farbe werden die Pigmente in Gelbreihe und Rotreihe unterschieden. Die Verwendung von 5-Acetoacetylamino-benzimidazolon erzeugt die Pigmente der Gelbreihe. Wird 5-(2'-Hydroxy-3'-naphthoyl)-aminobenzimidazolon verwendet, erhält man die Pigmente der Rotreihe.

## Einteilung
Beide Reihen umfassen zusammen etwa 20 Azopigmente mit einer breiten Palette von Farben. Die kommerziell bedeutendsten sind C.I. Pigment Yellow 151 und 154 (Brillantgelb) sowie C.I. Pigment Orange 36, alles Pigmente der Gelbreihe. Weitere wichtigste Vertreter im Gelbbereich sind C.I. Pigment Yellow 120, 175, 180, 181 und 194. Bei den orangefarbenen Pigmenten sind es C.I. Pigment Orange 37, 60, 62 und 72 sowie bei den roten Pigmenten C.I. Pigment Red 171, 175, 176, 185 und 208. Vertreter im bordeauxfarbenen Bereich sind C.I. Pigment Violet 32 und C.I. Pigment Brown 25.

Allgemeine Strukturformel (Gelbreihe)

Allgemeine Strukturformel (Rotreihe)

Die Struktur von C.I. Pigment Yellow 151 ist repräsentativ für die Pigmente der Gelbreihe. Die Grundstruktur aller Azofarbmittel ist gut zu erkennen. Benzimidazolonpigmente unterscheiden sich jedoch durch die charakteristische 5-Aminocarbonylbenzimidazolon-Gruppierung in der Diazokomponente (in der Grafik ganz rechts, ab einschließlich der Amidgruppe). Die Variationen der Farbe innerhalb der Reihen ergeben sich aus den verschiedenen Anordnungen der Substituenten am Arylrest der Diazokomponente (in der Grafik links von der Azogruppe dargestellt).

Strukturformel von C.I.Pigment Yellow 151

## Eigenschaften

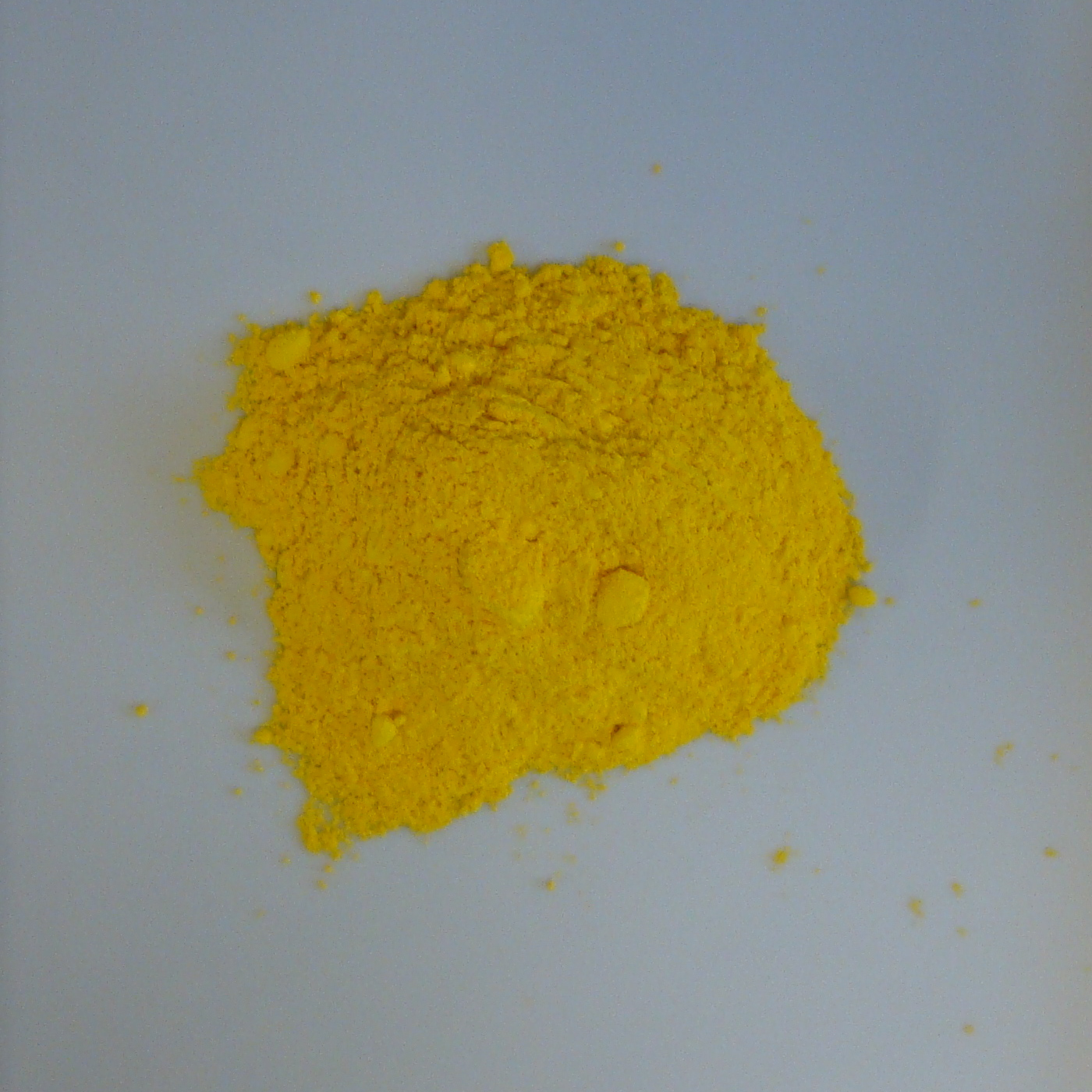
C.I. Pigment Yellow 154

Die Pigmente der Gelbreihe weisen Nuancen vom grünstichigen Gelb bis zum Orange auf, die der Rotreihe vom gelbstichigen Rot bis zu Bordeaux. Allen Pigmenten dieser Gruppe ist die außergewöhnlich gute Licht- und Wetterechtheit gemeinsam, die deutlich höher ist als bei klassischen Azopigmenten. Die Pigmente sind stabil gegen Migration, Säuren, Basen und Lösungsmittel und sind gut dispergierbar. Bei den meisten Pigmenten dieser Gruppe kommt eine hohe Temperaturbeständigkeit hinzu.

## Verwendung
Technische Verwendung finden die Benzimidazolone in Dispersionsfarben und Lacken, hochwertigen Druckfarben, Kunststoffen und Künstlerfarben. Aufgrund ihres Eigenschaftsprofils werden Benzimidazolonpigmente bei hohen Anforderungen wie in Automobillacken, Pulverlacken und Coil-Coating-Lacken verwendet.